# Neneh Cherry
Neneh Marianne Karlsson Cherry (Estocolmo, 10 de marzo de 1964) es una cantante, compositora, rapera, DJ y locutora sueca. Cherry suele mezclar el hip-hop con otras influencias musicales, experimentando un gran éxito comercial con muchos de sus discos.
Es hija adoptiva del trompetista y músico de jazz Don Cherry y hermana de los cantantes Eagle-Eye Cherry y Titiyo, así como madre de los cantantes Mabel y Marlon Roudette.

## Biografía
Hija de Ahmadu Jah y Monika Karlsson, nació en Estocolmo el 10 de marzo de 1964. Su padre es un baterista proveniente de Sierra Leona y su madre es una pintora y artista textil sueca. Sus hermanos son los cantantes Titiyo y Eagle-Eye Cherry. Su padrastro, el trompetista de jazz Don Cherry, fue quien la crio desde su nacimiento, por lo que Neneh adoptó su nombre.
Neneh vivió durante sus primeros años de vida en el pequeño pueblo sueco de Hässleholm. Pronto, su madre conoció a Don y la familia lo acompañó en sus giras a través de Europa y Norteamérica. A comienzos de los '70, la familia Cherry se mudó a un pequeño departamento en Nueva York.
En 1984 Neneh y su entonces esposo, Bruce Smith, tuvieron a su primera hija Naima. Aquel mismo año se divorciaron.
Tres años más tarde, Cherry conoció al productor Cameron McVey en el aeropuerto Heathrow. Neneh y Cameron habían sido enviados a Japón como modelos del diseñador de modas Ray Petri. Luego de que Neneh le propusiera matrimonio a McVey, ambos contrajeron nupcias en 1990. Juntos tienen dos hijas: Tyson, nacida en 1989, y Mabel, nacida en 1996. Cherry y McVey también están ligados laboralmente, ya que Cameron produjo y coescribió el álbum debut de Neneh Cherry: Raw Like Sushi. Juntos han apoyado diversos actos británicos de marca mayor, además de trabajar juntos en la banda Cirkus.
Los Cherry-McVey han vivido por toda Europa. En 1993, se mudaron a Alhaurín el Grande, cerca de Málaga, España, y vivieron ahí hasta 1999. Intentaron vivir en Nueva York en 1995, sin embargo, fueron víctimas de robo a mano armada por parte de un adolescente. Debido a este incidente, toda la familia buscó seguridad en Primrose Hill, Londres. Ese mismo año, su padrastro, Don Cherry, muere a causa de un fallo hepático producto de una hepatitis. Posteriormente, regresaron al pueblo natal de Neneh en Suecia, habitando la misma casa en que Cherry creció. Actualmente, dividen su tiempo entre su casa cerca de Malmö y Suecia.
En 2004, la primera hija de Neneh dio a luz a un niño, convirtiendo a Cherry en abuela de Louis Clyde Flynn Love.

### El resto de la familia
Muchos miembros de su familia se dedican a la música o al arte:
- Su madre es la pintora y artista textil Moki Cherry.
- Su padre es el músico sueco-africano Amadu Jah, baterista de Sierra Leona.
- Su padrastro, Don Cherry, fue un influyente músico de jazz.
- Su medio hermano, Eagle-Eye Cherry, es un músico de cierta fama mundial.
- Su hermana es la exitosa cantante sueca Titiyo Jah.
- Su medio hermano, Cherno Jah, es un productor musical y DJ asentado en Estocolmo.
- Su media hermana Jan Cherry es violinista.
- Su medio hermano, David Ornette Cherry, es un músico de jazz radicado en los Estados Unidos.
- Su hijastro, Marlon Roudette, es el líder del dúo británico Mattafix.
- Su ahijada es la presentadora de televisión británica Miquita Oliver.
- Su hija Mabel es cantante.

## Primeros años
Cherry abandonó la escuela a los 14 años para marcharse a Londres, donde se unió primero a la banda de rock punk The Cherries y posteriormente a The Slits, New Age Steppers, Rip Rig & Panic y Float Up CP. También pinchó discos de rap para la radio pirata Dread Broadcasting Corporation.

## Carrera como solista
Su carrera como solista comenzó con Stop the War, una canción de protesta por las Islas Malvinas. 
Neneh mostró desde sus inicios un íntimo interés por la cultura urbana de la ciudad inglesa de Bristol, reflejado en su álbum de debut, Raw Like Sushi, que escribió conjuntamente con Cameron McVey (alias "Booga Bear").
El sencillo "Buffalo Stance" fue un éxito internacional, causando controversia cuando lo interpretó realizando una coreografía completamente de espaldas al público en el programam de televisión británico Top of the Pops, mientras tenía entre siete y ocho meses de embarazo. Eventualmente, el sencillo se posicionó en el número 3 de las listas musicales del Reino Unido y alcanzó el puesto número 1 en Estados Unidos, convirtiéndose en uno de los temas más tocados en los clubes durante el año 1988.
Los sencillos "Manchild", "Kisses On The Wind", "Heart" y "Inna City Mama", extraídos también de este álbum, tuvieron mucha menos repercusión. 
Por esta época trabajó también en los arreglos musicales del álbum Blue Lines de la banda Massive Attack y aportó una dramática versión del clásico tema de Cole Porter "I've Got U Under My Skin" al álbum de la fundación benéfica Red Hot + Blue. Este tema, lanzado como sencillo, alcanzaría el puesto 25 en las listas británicas.
La enfermedad de Lyme mantuvo a Neneh Cherry fuera de los escenarios hasta el año 1992.
Su segundo disco fue Homebrew. Su principal sencillo fue Money Love y no fue tan exitoso comercialmente como su predecesor, pero recibió grandes alabanzas por parte de la crítica especializada. El álbum tuvo relativo éxito en las listas de música bailable con el sencillo Buddy X y la canción Trout brilló en las estaciones radiales de las universidades. El álbum también incluye una colaboración con el grupo de hip-hop Gang Starr.
Neneh lanza "Man" en 1996. Incluye el exitoso sencillo 7 Seconds, a dúo con Youssou N'Dour, y el cover de la antigua canción de Marvin Gaye, Trouble Man.
En 2014, publica "Blank Project", un disco producido por Four Tet y que supone su retorno tras 18 años de silencio en solitario.

## Carrera con cirKus
En 2006, Cherry anunció la creación de una nueva banda, cirKus. Además de Cherry, la banda cuenta con la participación de su marido, Cameron McVey, su hijo Marlon, y Karmil. El primer álbum de la agrupación es Laylow y fue lanzado en Francia en 2006.

## Colaboraciones
Aunque Neneh ha editado varios álbumes, ha colaborado con diversos artistas:
- Seven Seconds, la colaboración con el cantante senegalés Youssou N'Dour, se transformó en una gran éxito en 1994, y permaneció por casi medio año en las listas de popularidad.
- En 1995, junto a las cantantes Cher y Chrissie Hynde interpreta la canción Love Can Build a Bridge, que también cuenta con la colaboración de Eric Clapton como guitarrista.
- Seductive Barry, perteneciente al álbum This Is Hardcore de la banda Pulp.
- En Walk into this Room, una de las canciones de la banda sonora de la película Playing by Heart de 1998, Cherry formó un dúo con Edward Kowalczyk, vocalista de la banda Live.
- Moody, tema del álbum debut de Chistian Falk, Quel Bordel del año 1999.
- Braided Hair, junto a Speech y Ulali, de la banda 1 Giant Leap, en el 2003.
- Kids With Guns, del grupo Gorillaz, en el que ella prestó su voz en 2005.
- En el 2006, colaboró con el rapero sueco Petter Askergren en su álbum P, así como con las bandas Groove Armada, Teddybears y Agoria.
- Nuevamente junto a Youssou N'Dour en la canción Wake Up Africa, lanzada en julio de 2007.
- High Drama, tema del álbum Pictures, de Timo Maas, del 2005.
- Forever, tema del álbum Kleerup, del artista sueco Kleerup, en el 2009.

## Radio y televisión
En 2004, Cherry presentó una serie de seis partes, denominada Neneh Cherry's World of Music, para el canal de radio BBC Radio 2, y en abril de 2007 condujo un programa de cocina, también de seis episodios, llamado Neneh and Andi: Dish It Up, junto a su amigo Andrea Oliver, para el canal BBC Two.[cita requerida]

## Discografía

### Álbumes
| Año  | Título                           | R.U. | EUA | AUS | ALE | SUE |
| ---- | -------------------------------- | ---- | --- | --- | --- | --- |
| 1989 | Raw Like Sushi                   | 2    | 40  | 30  | 10  | 3   |
| 1992 | Homebrew                         | 27   | —   | 49  | —   | 29  |
| 1996 | Man                              | 16   | —   | 10  | 20  | 22  |
| 2006 | Laylow (con CirKus)              | —    | —   | —   | 95  | —   |
| 2008 | Medicine (con CirKus)            | —    | —   | —   | 110 | —   |
| 2012 | The Cherry Thing (con The Thing) | —    | —   | —   | —   | 50  |
| 2014 | Blank Project                    | 41   | —   | —   | 39  | 40  |

### Sencillos
| Año  | Título                                                              | Posiciones en las listas de éxitos | Posiciones en las listas de éxitos | Posiciones en las listas de éxitos | Posiciones en las listas de éxitos | Posiciones en las listas de éxitos | Posiciones en las listas de éxitos | Posiciones en las listas de éxitos | Posiciones en las listas de éxitos | Posiciones en las listas de éxitos | Álbum                          |
| Año  | Título                                                              | SUE                                | R.U.                               | EUA                                | EUA Dance                          | AUS                                | NZ                                 | ALE                                | NL                                 | SUI                                | Álbum                          |
| ---- | ------------------------------------------------------------------- | ---------------------------------- | ---------------------------------- | ---------------------------------- | ---------------------------------- | ---------------------------------- | ---------------------------------- | ---------------------------------- | ---------------------------------- | ---------------------------------- | ------------------------------ |
| 1987 | "Slow Train To Dawn" (con The The)                                  | —                                  | 64                                 | —                                  | —                                  | —                                  | —                                  | —                                  | —                                  | —                                  | Infected                       |
| 1989 | "Buffalo Stance"                                                    | 1                                  | 3                                  | 3                                  | 1                                  | 21                                 | 14                                 | 2                                  | 1                                  | 2                                  | Raw Like Sushi                 |
| 1989 | "Manchild"                                                          | 7                                  | 5                                  | —                                  | —                                  | 51                                 | 4                                  | 2                                  | —                                  | 4                                  | Raw Like Sushi                 |
| 1989 | "Kisses on the Wind"                                                | —                                  | 20                                 | 8                                  | 19                                 | 52                                 | 8                                  | 23                                 | —                                  | 9                                  | Raw Like Sushi                 |
| 1989 | "Heart"                                                             | —                                  | —                                  | 73                                 | —                                  | 91                                 | —                                  | —                                  | —                                  | —                                  | Raw Like Sushi                 |
| 1989 | "Inner City Mama"                                                   | —                                  | 31                                 | —                                  | —                                  | —                                  | 15                                 | —                                  | —                                  | 17                                 | Raw Like Sushi                 |
| 1990 | "I've Got You Under My Skin"                                        | 16                                 | 25                                 | —                                  | —                                  | 61                                 | 32                                 | 23                                 | —                                  | 25                                 | Single Only                    |
| 1992 | "Money Love"                                                        | 17                                 | 23                                 | —                                  | —                                  | 85                                 | 31                                 | —                                  | —                                  | —                                  | Homebrew                       |
| 1993 | "Buddy X"                                                           | —                                  | 35                                 | 43                                 | 4                                  | —                                  | —                                  | —                                  | 23                                 | —                                  | Homebrew                       |
| 1994 | "7 Seconds (con Youssou N'Dour)                                     | 3                                  | 3                                  | 98                                 | 2                                  | 3                                  | 7                                  | 3                                  | 2                                  | 1                                  | Man                            |
| 1995 | "Love Can Build a Bridge" (con Cher, Chrissie Hynde & Eric Clapton) | —                                  | 1                                  | —                                  | —                                  | —                                  | —                                  | 62                                 | 41                                 | 21                                 | Single Only                    |
| 1996 | "Woman"                                                             | 20                                 | 9                                  | —                                  | —                                  | 17                                 | 35                                 | 52                                 | 22                                 | 12                                 | Man                            |
| 1996 | "Kootchi"                                                           | —                                  | 38                                 | —                                  | —                                  | —                                  | —                                  | —                                  | —                                  | —                                  | Man                            |
| 1997 | "Feel It"                                                           | —                                  | 68                                 | —                                  | —                                  | —                                  | —                                  | —                                  | —                                  | —                                  | Man                            |
| 1999 | "Buddy X '99" (con Dreem Teem)                                      | —                                  | 15                                 | —                                  | —                                  | —                                  | —                                  | —                                  | —                                  | —                                  | Single Only                    |
| 2000 | "Long Way" Around" (con Eagle-Eye Cherry)                           | —                                  | 48                                 | —                                  | —                                  | —                                  | —                                  | —                                  | 81                                 | 45                                 | Living In the Present Future   |
| 2003 | "Braided Hair" (con 1 Giant Leap y Speech)                          | —                                  | 78                                 | —                                  | —                                  | —                                  | —                                  | —                                  | 96                                 | —                                  | 1 Giant leap                   |
| 2006 | "Kids With Guns" (con Gorillaz)                                     | —                                  | 27                                 | —                                  | —                                  | 31                                 | —                                  | 97                                 | —                                  | —                                  | Demon Days                     |
| 2006 | "Starved" with CirKus                                               | —                                  | —                                  | —                                  | —                                  | —                                  | —                                  | —                                  | —                                  | —                                  | Laylow                         |
| 2006 | "Is What It Is" con CirKus y Martin Jondo                           | —                                  | —                                  | —                                  | —                                  | —                                  | —                                  | —                                  | —                                  | —                                  | Laylow                         |
| 2007 | "You're Such an..." con CirKus                                      | —                                  | —                                  | —                                  | —                                  | —                                  | —                                  | —                                  | —                                  | —                                  | Laylow                         |
| 2007 | "Wake Up (It's Africa Calling)" con Youssou N'Dour                  | —                                  | —                                  | —                                  | —                                  | —                                  | —                                  | —                                  | —                                  | —                                  | Rokku Mi Rokka (Give and Take) |
| 2008 | "Forever" con Kleerup                                               | 56                                 | —                                  | —                                  | —                                  | —                                  | —                                  | —                                  | —                                  | —                                  | Kleerup                        |
| 2011 | "Bells" con CirKus                                                  | —                                  | —                                  | —                                  | —                                  | —                                  | —                                  | —                                  | —                                  | —                                  | Medicine                       |